# Музей товарознавства
Музей товарознавства — музей, що існував при Київському комерційному інституті. Відкритий 1911 у Києві в приміщенні навчального закладу (нині — бульвар Т.Шевченка, 22–24). Ідея створення музею виникла одночасно з початком діяльності інституту 1906. Засновники вважали музей науковим закладом, що має на меті ознайомлення студентів із сучасним станом торгівлі й промисловості Російської імперії, зокрема України, та ін. держав. Першими музейними колекціями стали збірка хлібних злаків, подарована відомим підприємцем і меценатом Мих. Терещенком; матеріали, зібрані під час експедиції в мануфактурні райони; передані Полтавським земством колекції ткацьких, гончарських, корзинових і дерев'яних виробів. Наприкінці 1909 зібрання музею налічувало 4 тис., у 1910 — 7 тис. предметів з різних галузей промисловості. Вони комплектувалися таким чином, щоб представити весь процес виробництва кожного продукту: від сировини до готового зразка. Збиралися також історичні відомості про фабрики, заводи та машини або їх моделі, фотографії, прилади для аналізу товарів, пакувальні матеріали, прейскуранти, плакати тощо.
Музей складався з 8-ми експозиційних зал та 8-ми кабінетів — соціального, геологічного, залізничного, фізичного, біологічного, страхового, статистичного, земсько-міського — і кількох лабораторій. Завідував музеєм учений-агроном П.Сльозкин, кабінетами — механік М.Делоне, економіст і статистик К.Воблий, математик Д.Граве, статистик і етнограф О.Русов та інші відомі вчені. Колекції було розміщено за систематичним (предметним) принципом із зазначенням імені дарителя. В експозиції мали право представляти свою продукцію власники фабрик і заводів, ін. підприємства — за умови передачі її музеєві. Музей слугував потребам навчального процесу, організовував студентів на збиральницькі експедиції в губернії та за кордон, надавав консультації й довідки з питань внутрішньої і зовнішньої торгівлі. 1920 заклад перетворено на Київський центральний кооперативний музей.